# Кузнецов, Михаил Иоакинфович
Михаил Иоакинфович Кузнецов вариант отчества Акинфиевич (1859—?) — крестьянин, депутат Государственной думы II созыва от Воронежской губернии.

## Биография
Крестьянин села Семидесятное Нижнедевицкого уезда Воронежской губернии. В 1878 году выпускник Воронежской учительской семинарии. 28 лет служил сельским учителем, затем 12 лет являлся председателем волостного суда. Многократно был ходатаем по крестьянским делам. Сначала оставался беспартийным, позднее стал членом Конституционно-демократической партии.
6 февраля 1907 года был избран в Государственную думу II созыва от съезда уполномоченных от волостей Воронежской губернии. Вошёл в состав Конституционно-демократической фракции. Состоял в думской комиссии о местном суде и комиссии по народному образованию.
Дальнейшая судьба и дата смерти неизвестны.

### Архивы
- Российский государственный исторический архив. Фонд 1278. Опись 1 (2-й созыв). Дело 223; Дело 586. Лист 3.